# Eccellenza Trentino-Alto Adige 2021-2022
Il campionato italiano di calcio di Eccellenza regionale 2021-2022 è il trentunesimo organizzato in Italia. Rappresenta il quinto livello del sistema calcistico nazionale.
Questa pagina tratta il girone unico del Trentino-Alto Adige.

## Stagione
Per la stagione 2021-22 si decide di confermare le stesse 17 squadre della scorsa stagione, con l'eccezione del Levico Terme, promosso in Serie D dopo che il campionato era stato fermato a causa del COVID-19 per poi riprendere a ranghi ridotti su base volontaria con retrocessioni bloccate. La sola altra novità è il ritorno della Virtus Bolzano, retrocessa dalla Serie D, che completa l'organico a 18 squadre.

### Formula
Girone all'italiana, senza spareggi, con la prima classificata promossa in Serie D, la seconda ammessa agli spareggi nazionali e tre retrocessioni in Promozione 2022-2023 che diventano quattro in caso di retrocessione dalla Serie D 2021-2022 di una squadra avente sede in regione; in virtù di ciò nella stagione 2022-2023 il girone tornerà a consistere di 16 squadre.

## Squadre partecipanti
| Club                      | Città                       | Stadio                              | Stagione precedente                                |
| ------------------------- | --------------------------- | ----------------------------------- | -------------------------------------------------- |
| A.S.D. Anaune Val di Non  | Cles (TN)                   | Stadio Comunale di Cles             |                                                    |
| U.S.D. Arco 1895          | Arco (TN)                   | Stadio Comunale di Arco             |                                                    |
| F.C. Bozner               | Bolzano                     | Stadio Talvera-Bozner Arena         |                                                    |
| S.S.V. Brixen A.S.V.      | Bressanone (BZ)             | Campo jugendhort - Klaus Seebacher  |                                                    |
| A.S.D. Comano Terme Fiave | Comano Terme (TN)           | Campo sportivo di Ponte Arche       |                                                    |
| U.S. Dro Alto Garda       | Dro (TN)                    | Stadio comunale                     |                                                    |
| U.S.D. Gardolo            | Gardolo (TN)                | Campo sportivo (sintetico)          | 2º posto in Eccellenza Trentino-Alto Adige/Ripresa |
| U.S. Lana Sportverein     | Lana (BZ)                   | Campo comunale Raika                |                                                    |
| U.S. Lavis A.S.D.         | Lavis (TN)                  | Campo sintetico di Lavis            | 5º posto in Eccellenza Trentino-Alto Adige/Ripresa |
| D.F.C. Obermais           | Maia Alta di Merano (BZ)    | Campo Sportivo Lahn                 | 2º posto in Eccellenza Trentino-Alto Adige/Ripresa |
| A.S.D. Mori Santo Stefano | Mori (TN)                   | Stadio Comunale (sintetico)         |                                                    |
| A.S.D. Rotaliana          | Mezzolombardo (TN)          | Stadio Bruno De Varda               |                                                    |
| S.C.D. Sankt Georgen      | San Giorgio di Brunico (BZ) | Campo sportivo di San Giorgio       | 3º posto in Eccellenza Trentino-Alto Adige/Ripresa |
| F.C.D. St. Pauls          | San Paolo di Appiano (BZ)   | Centro sportivo Maso Ronco          |                                                    |
| A.S.V. S.S.D. Stegen      | Stegona di Brunico (BZ)     | Campo sportivo                      | 4º posto in Eccellenza Trentino-Alto Adige/Ripresa |
| A.S.V. Tramin Fussball    | Termeno (BZ)                | Zona sportiva Termeno               |                                                    |
| U.S.D. Vipo Trento        | Trento                      | Campo sportivo Gabbiolo (sintetico) | 7º posto in Eccellenza Trentino-Alto Adige/Ripresa |
| A.S.D.C. Virtus Bolzano   | Bolzano                     | Campo sportivo Righi                | 18º posto in Serie D/C                             |

## Classifica finale
|  | Pos. | Squadra            | Pt | G  | V  | N  | P  | GF | GS | DR  |
|  | ---- | ------------------ | -- | -- | -- | -- | -- | -- | -- | --- |
|  | 1.   | Virtus Bolzano     | 76 | 34 | 23 | 7  | 4  | 78 | 25 | 53  |
|  | 2.   | Sankt Georgen      | 71 | 34 | 21 | 8  | 5  | 74 | 32 | 42  |
|  | 3.   | Lana               | 62 | 34 | 18 | 8  | 8  | 49 | 35 | 14  |
|  | 4.   | Tramin             | 62 | 34 | 18 | 8  | 8  | 65 | 52 | 13  |
|  | 5.   | Bozner             | 54 | 34 | 15 | 9  | 10 | 45 | 34 | 11  |
|  | 6.   | Lavis              | 54 | 34 | 15 | 9  | 10 | 53 | 45 | 8   |
|  | 7.   | Comano Terme Fiave | 49 | 34 | 13 | 10 | 11 | 51 | 42 | 9   |
|  | 8.   | Obermais           | 48 | 34 | 13 | 9  | 12 | 56 | 56 | 0   |
|  | 9.   | Brixen             | 45 | 34 | 11 | 12 | 11 | 56 | 62 | -6  |
|  | 10.  | St. Pauls          | 42 | 34 | 11 | 9  | 14 | 49 | 51 | -2  |
|  | 11.  | Vipo Trento        | 42 | 34 | 11 | 9  | 14 | 56 | 61 | -5  |
|  | 12.  | Stegen             | 42 | 34 | 11 | 9  | 14 | 41 | 50 | -9  |
|  | 13.  | Arco               | 40 | 34 | 9  | 13 | 12 | 47 | 59 | -12 |
|  | 14.  | Mori Santo Stefano | 39 | 34 | 10 | 9  | 15 | 44 | 53 | -9  |
|  | 15.  | Anaune Val di Non  | 38 | 34 | 9  | 11 | 14 | 35 | 36 | -1  |
|  | 16.  | Dro Alto Garda     | 25 | 34 | 4  | 13 | 17 | 30 | 59 | -29 |
|  | 17.  | Rotaliana          | 23 | 34 | 4  | 11 | 19 | 34 | 74 | -40 |
|  | 18.  | Gardolo            | 22 | 34 | 6  | 4  | 24 | 35 | 72 | -37 |

Legenda:
       Promossa in Serie D 2022-2023.
 Ammessa agli spareggi nazionali.
       Retrocesse in Promozione Trentino-Alto Adige 2022-2023.
Note:
Tre punti a vittoria, uno a pareggio, zero a sconfitta.
Regolamento
La classifica avulsa tiene conto di:
-Punti.
-Differenza reti totale.
-Reti realizzate.

## Risultati

### Tabellone
|                    | Ana  | Arc  | Boz  | Bri  | Com  | Dro  | Gar  | Lan  | Lav  | Mai  | Mor  | Rot  | StG  | StP  | Ste  | Tra  | Vip  | Vir  |
| ------------------ | ---- | ---- | ---- | ---- | ---- | ---- | ---- | ---- | ---- | ---- | ---- | ---- | ---- | ---- | ---- | ---- | ---- | ---- |
| Anaune Val di Non  | –––– | 2-2  | 0-0  | 0-1  | 0-0  | 2-2  | 2-0  | 0-0  | 1-1  | 1-1  | 0-1  | 2-0  | 2-0  | 0-1  | 2-0  | 0-2  | 1-1  | 1-2  |
| Arco 1895          | 0-0  | –––– | 0-0  | 1-0  | 2-2  | 2-2  | 1-0  | 0-2  | 0-1  | 2-2  | 1-0  | 1-1  | 1-2  | 2-2  | 3-1  | 0-3  | 0-1  | 0-1  |
| Bozner             | 1-0  | 3-5  | –––– | 1-3  | 0-0  | 1-0  | 3-0  | 0-0  | 0-1  | 2-0  | 3-1  | 1-0  | 2-2  | 2-1  | 1-1  | 2-0  | 2-0  | 1-4  |
| Brixen             | 1-0  | 0-1  | 0-2  | –––– | 0-3  | 2-1  | 2-2  | 3-2  | 3-3  | 3-3  | 2-1  | 1-1  | 4-3  | 2-2  | 0-1  | 1-4  | 1-1  | 2-1  |
| Comano Terme Fiave | 0-0  | 1-1  | 2-1  | 3-1  | –––– | 2-0  | 0-1  | 0-1  | 2-0  | 2-1  | 1-1  | 4-1  | 3-4  | 4-0  | 1-0  | 3-0  | 2-2  | 0-2  |
| Dro Alto Garda     | 0-1  | 1-0  | 1-0  | 1-1  | 1-1  | –––– | 3-0  | 0-2  | 2-4  | 0-2  | 1-1  | 2-1  | 1-3  | 0-3  | 0-0  | 1-3  | 0-1  | 1-1  |
| Gardolo            | 2-1  | 1-3  | 3-3  | 1-2  | 1-2  | 2-1  | –––– | 0-2  | 0-1  | 0-3  | 1-2  | 3-0  | 2-2  | 3-0  | 3-1  | 1-2  | 1-4  | 1-3  |
| Lana Sportveren    | 2-0  | 1-1  | 2-1  | 2-2  | 0-1  | 4-0  | 2-1  | –––– | 1-2  | 2-0  | 2-1  | 1-0  | 1-4  | 1-0  | 1-1  | 1-4  | 2-0  | 0-0  |
| Lavis              | 0-1  | 4-1  | 0-1  | 0-0  | 2-3  | 1-1  | 2-1  | 1-2  | –––– | 3-2  | 3-0  | 2-1  | 1-1  | 1-2  | 1-0  | 1-1  | 1-2  | 1-1  |
| Maia Alta/Obermais | 1-4  | 3-4  | 0-0  | 4-4  | 3-2  | 2-0  | 1-0  | 1-2  | 1-0  | –––– | 2-1  | 0-0  | 1-1  | 2-0  | 2-3  | 1-1  | 3-4  | 1-0  |
| Mori Santo Stefano | 1-5  | 2-2  | 2-0  | 4-0  | 3-2  | 2-2  | 4-1  | 1-1  | 1-2  | 1-0  | –––– | 2-3  | 0-3  | 2-2  | 3-0  | 0-2  | 2-0  | 2-1  |
| Rotaliana          | 0-1  | 2-2  | 2-2  | 1-7  | 4-3  | 2-2  | 1-1  | 0-3  | 3-2  | 0-1  | 0-0  | –––– | 1-2  | 2-0  | 1-1  | 1-3  | 2-2  | 1-2  |
| St. Georgen        | 4-1  | 5-0  | 0-1  | 2-0  | 2-0  | 1-0  | 2-0  | 3-1  | 1-2  | 2-2  | 1-0  | 3-0  | –––– | 1-1  | 3-0  | 6-0  | 2-0  | 1-1  |
| St. Pauls          | 0-0  | 3-2  | 0-1  | 4-0  | 2-0  | 3-1  | 3-2  | 0-1  | 5-1  | 2-3  | 1-1  | 0-0  | 0-3  | –––– | 1-2  | 1-0  | 2-2  | 2-2  |
| Stegen             | 1-0  | 1-1  | 1-5  | 1-0  | 2-0  | 0-0  | 4-0  | 4-1  | 0-2  | 0-1  | 1-1  | 5-2  | 0-2  | 2-4  | –––– | 1-1  | 1-0  | 0-2  |
| Tramin Fussball    | 5-3  | 2-1  | 0-2  | 0-2  | 1-1  | 2-2  | 3-1  | 2-2  | 2-2  | 3-2  | 1-0  | 1-0  | 3-1  | 1-0  | 4-4  | –––– | 2-0  | 1-3  |
| Vipo Trento        | 3-2  | 2-5  | 1-0  | 4-4  | 1-1  | 1-1  | 3-0  | 1-2  | 1-3  | 4-5  | 3-1  | 6-0  | 1-1  | 2-1  | 1-2  | 1-4  | –––– | 1-2  |
| Virtus Bolzano     | 1-0  | 6-0  | 2-1  | 2-2  | 2-0  | 6-0  | 3-0  | 1-0  | 2-2  | 3-0  | 4-0  | 6-1  | 0-1  | 3-0  | 1-0  | 5-2  | 3-0  | –––– |